# Ótaro de Halogalândia

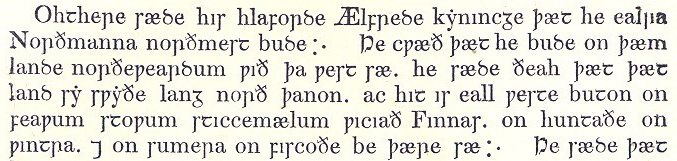
Citação em anglo-saxão na edição de 1900 de Thorpe: "Ohthere advised his lord Alfred king that he lived north-most of all the Northmen..." («Ótaro contou ao seu Senhor Alfredo e Rei que ele tinha vivido mais a norte do que todos os homens nórdicos...»)

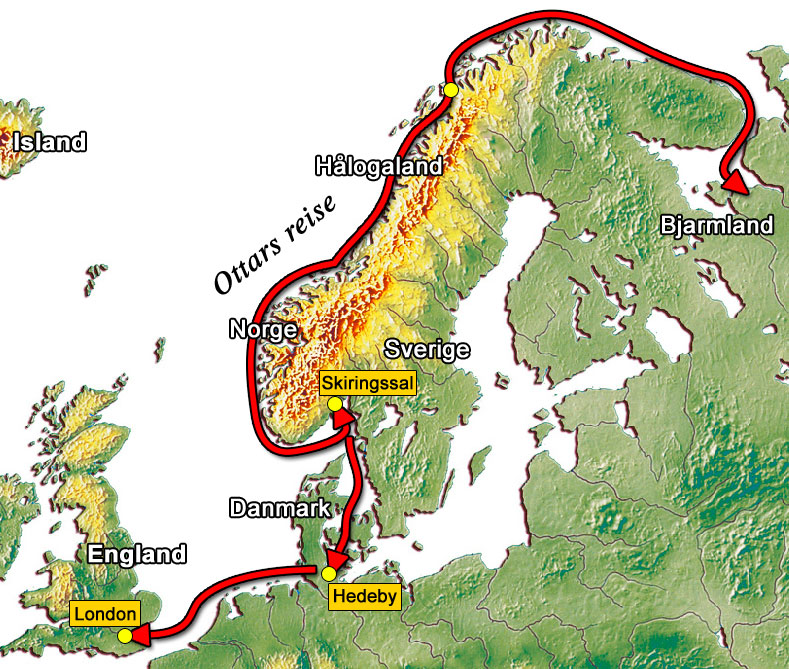
«Ottars reise» - um mapa moderno da Noruega que mostra a rota de viagem. O seu relato não menciona Londres nem tãopouco a sua passagem pela Irlanda

Ótaro de Halogalândia (em norueguês: Ottar fra Hålogaland; em latim: Ottarus) foi um explorador e comerciante víquingue de Halogalândia, no norte da Noruega. Por volta de 890 teria viajado para Inglaterra onde o rei Alfredo, o Grande, monarca do Reino de Wessex, mandou escrever a narrativa de Ohthere sobre a Halogalândia, e sobre as suas viagens ao Mar Branco e à Inglaterra. O texto foi mais tarde incluído na versão anglo-saxónica da obra Historiarum adversum paganos do historiador hispânico Paulo Orósio do século IV-V.

Ótaro refere que ele teria vivido «mais a norte de todos os nórdicos» e que «ninguém [vivo] teria ido ao norte como ele». No seu relato situou a sua viagem para o norte pelo mar Branco, sul da Dinamarca e Inglaterra, descrevendo a sua rota. Faz também relatos dos finlandeses e dos misteriosos povos chamados de "Cwenas" (kwänen) e "Beormas" (bjamer). Entretanto, a identidade e o território dos Cwenas é ainda matéria por determinar (alguns ditam que se trata da terra de Kvenland), Ótaro asseguraria que os Beormas falavam uma língua relacionada com o finlandês e que viviam numa área da região do mar Branco. A dita região era referenciada no mapa anexa à obra como sendo Biármia e tem sido vista por muitos como uma referência ao povo da cultura Pérmica.
O relato de Ótaro é um dos mais antigos escritos em que são mencionadas pela primeira vez as palavras «Noruega» e «Dinamarca».
Crê-se que Ótaro seria natural de Troms, um condado setentrional da Noruega, provavelmente a norte de Harstad e quiçá da ilha de Senja, onde atualmente está Lenvik. Também é possível que proveniesse de mais a norte, das ilhas de Kvaløya e Karlsøy. Ótaro era um conceituado e respeitado proprietário de terras, sendo os seus bens essencialmente fruto da caça e durante a visita ao rei Alfredo tinha à sua disposição, todavia, 600 raposas de caça para vender. As suas posses consistiam em 29 bois, 20 ovelhas e 20 suínos, e ainda alguns cavalos para a lavoura, enquanto que os rendimentos mais significativos procediam em grande parte dos tributos que lhe pagavam os finlandeses: peles de animais, penas de aves, defesas de morsa e cordas de barco feitas com pele de baleia e de focas. O mais rico dos seus vassalos tinha a obrigação de lhe entregar anualmente quinze peles de marta, cinco peles de rena, uma pele de urso, dez cubos de penas, um casaco de pele de urso ou de lontra e duas cordas de barco que deveriam ter cada uma 60 varas de longitude, uma confeccionada com pele de baleia e outra com pele de foca.